# マット・フィリップス
マシュー・”マット”・フィリップス（Matthew "Matt" Phillips、1991年3月13日 - ）は、イングランド・アイルズベリー出身のプロサッカー選手。元スコットランド代表。オックスフォード・ユナイテッドFC所属。ポジションはMF。

## 経歴

### クラブ
ウィコム・ワンダラーズFCの下部組織出身で、2008年4月にトップチームデビュー。同年11月にプロ初ゴールを決めた。
2010年8月、プレミアリーグのブラックプールFCに移籍。2013年8月、クイーンズ・パーク・レンジャーズFCに移籍。
2016年7月、ウェスト・ブロムウィッチ・アルビオンFCと4年契約を結んだ。
2024年8月1日、オックスフォード・ユナイテッドFCに移籍した。

### 代表
年代別代表ではイングランドを選択したが、A代表は祖父母の出身地であるスコットランドに変更した。2012年5月にフロリダ州で開催されたアメリカとのフレンドリーマッチでスコットランド代表デビュー。2018年3月27日のハンガリーとの親善試合で代表初得点を挙げた。

## タイトル
個人
- フットボールリーグ・チャンピオンシップ年間ベストイレブン : 2011-12